# Дженіс і Джон
Дженіс і Джон (Janis Et John) — франко-іспанський кінофільм 2003 року.

## Зміст
Страховий агент Пабло зробив фатальну помилку, виписавши помилковий страховий поліс на старий «Астон-Мартін», що належав містерові Кеннону. Пабло не думав, що один старий надумає покататися на іншому і розіб'є його. Тепер протягом двох тижнів він повинен виплатити 100 тисяч євро, інакше може позбутися роботи, репутації і свободи. Знаючи, що його прителепкуватий кузен Леон нещодавно отримав великий спадок, Пабло наважується на відчайдушний крок. Він збирається переконати Леона, навічно «застряглого в шістдесятих», що його кумири Джон Леннон і Дженіс Джоплін повернулися з небуття і готуються записати спільний альбом. Для цього їм потрібні гроші, багато грошей! Актор-невдаха Вальтер і дружина Пабло Бріжітт охоче погодилися зіграти запропоновані ролі. Перша ж зустріч перевершила всі очікування, і вражений Леон вирішив фінансувати «проект століття». Але от тільки «творіння» Пабло несподівано виходять з-під контролю «творця».
Track Listings
- 1. Dialogue Pablo
- 2. Janie Jones — The Clash
- 3. Dialogue Pablo + Leon
- 4. Tonight — Ten Years After
- 5. Dialogue Pablo + Walter
- 6. I Woke Up This Morning — Janis Joplin
- 7. Dialogue Brigitte
- 8. Down on Me [Live]
- 9. Dialogue Pablo + Brigitte + Walter
- 10. 50,000 Miles Beneath My Brain — Ten Years After
- 11. Dialogue Walter
- 12. I Sing
- 13. Taking Some Time On — Barclay James Harvest
- 14. Dialogue Brigitte + Pablo
- 15. If You Should Love Me — Ten Years After
- 16. Dialogue Brigitte
- 17. Workin' Together — Ike Turner, Tina Turner
- 18. Dialogue Mr Cannon
- 19. Cosmic Dancer — T. Rex
- 20. Kozmic Blues — Janis Joplin

## Ролі
| Актор              | Роль                       |
| ------------------ | -------------------------- |
| Сержі Лопес        | Пабло                      |
| Франсуа Клюзе      | Волтер («Джон Леннон»)     |
| Марі Трентіньян    | Бріджит («Дженіс Джоплін») |
| Жан-Луї Трентіньян | Кеннон                     |
| Крістофер Ламберт  | Леон                       |

## Знімальна група
- Режисер — Самюель Беншетрі
- Сценарист — Самюель Беншетрі
- Продюсер — Олів'є Делбоск, Марк Міссонье
- Композитор — Френк Блек